# Aloe florenceae
Aloe florenceae é uma espécie de liliopsida do gênero Aloe, pertencente à família Asphodelaceae.